# کارولینا (رود آیلند)

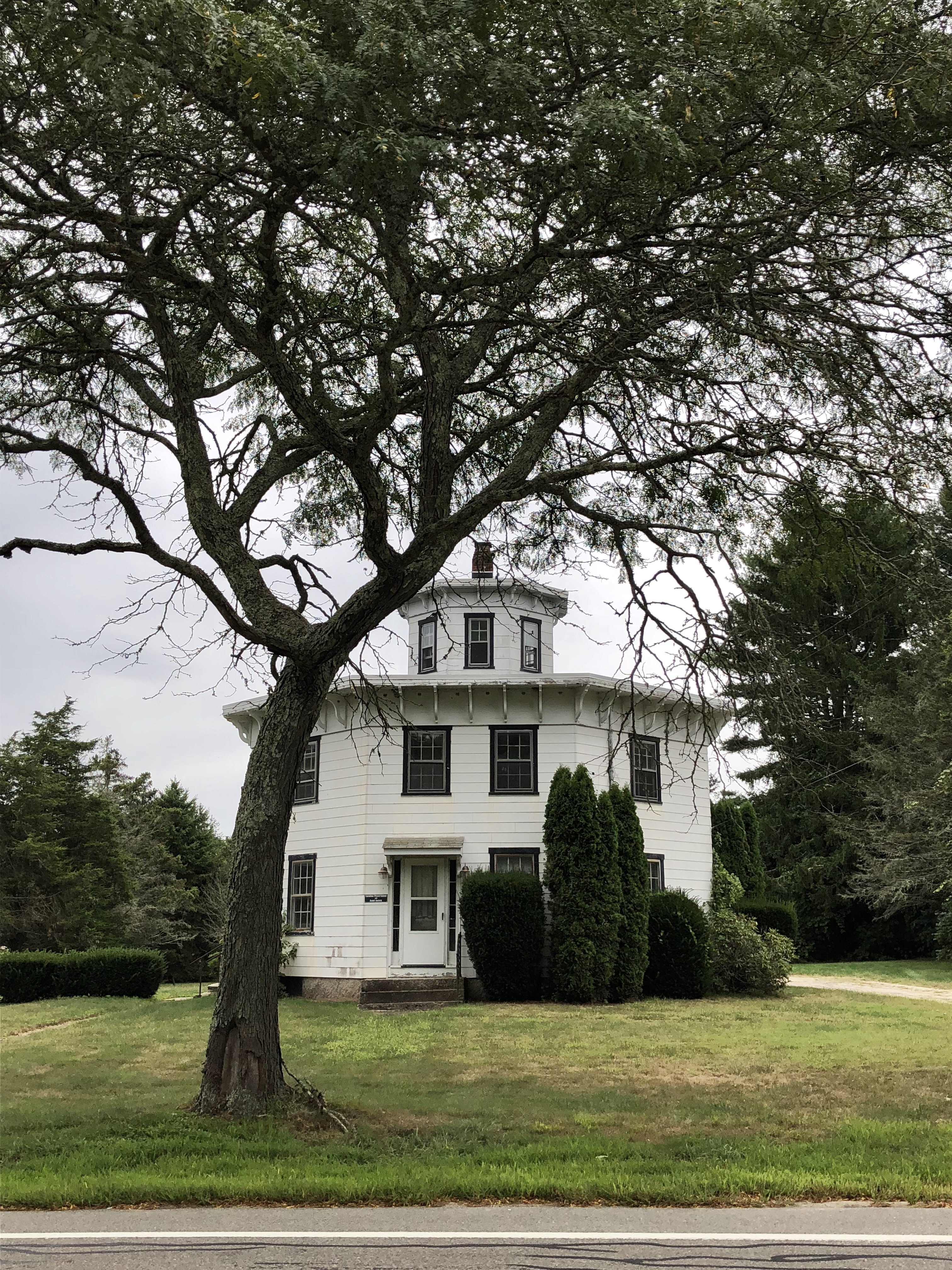
کارولینا، رود آیلند

کارولینا (به انگلیسی: Carolina) شهری در ایالت رود آیلند کشور ایالات متحده آمریکا است که جمعیت آن در سرشماری سال ۲۰۱۰ میلادی، ۹۷۰ نفر بوده‌است.